# Igor Paklin
Igor Wassiljewitsch Paklin (russisch Игорь Васильевич Паклин; * 15. Juni 1963 in Frunse, Kirgisische SSR, Sowjetunion) ist ein ehemaliger sowjetischer und kirgisischer Hochspringer.

## Karriere
Bei den Leichtathletik-Weltmeisterschaften 1983 in Helsinki sprang Paklin 2,29 Meter und belegte gemeinsam mit Dietmar Mögenburg den vierten Platz bei gleicher Höhe zum drittplatzierten Chinesen Zhu Jianhua. Bei den Halleneuropameisterschaften 1984 in Göteborg wurde Paklin mit 2,20 Meter Achter.
Am 4. September 1985 gewann Paklin bei der Universiade in Kobe mit der Weltrekordhöhe von 2,41 Meter vor dem Kubaner Francisco Centelles mit 2,31 Meter und dem Deutschen Gerd Nagel mit 2,26 Meter. Bei den Europameisterschaften 1986 in Stuttgart holte Paklin den Titel mit 2,34 Meter vor seinem sowjetischen Mannschaftskollegen Sergei Maltschenko und dem Deutschen Carlo Thränhardt, die jeweils 2,31 Meter überquerten.
In Indianapolis bei den Hallenweltmeisterschaften 1987 übersprang er genau wie sein Mannschaftskollege Hennadij Awdjejenko 2,38 Meter. Paklin gewann aufgrund der Mehrversuchsregel die Goldmedaille. Im Sommer bei den Weltmeisterschaften in Rom sprangen drei Springer über 2,38 Meter. Paklin und Awdjejenko gewannen die Silbermedaille hinter dem Schweden Patrik Sjöberg.
Bei den Olympischen Spielen 1988 in Seoul belegte Paklin mit 2,31 Meter den siebten Platz. In Tokio wurde er bei den Weltmeisterschaften 1991 mit 2,24 Meter Zehnter. Bei den Olympischen Spielen 1992 scheiterte Paklin, nun für das Vereinte Team startend, ebenso in der Qualifikation wie bei den Weltmeisterschaften 1993 in Stuttgart als Starter für Kirgisistan.
Paklin wurde 1985 und 1991 Sowjetischer Meister. 1992 wurde er Meister der Gemeinschaft Unabhängiger Staaten. Er ist 1,93 m groß und wog zu Wettkampfzeiten 71 kg.

## Persönliche Bestleistungen

### Sowjetunion
- Freiluft: 2,41 m, 4. September 1985, Kobe
- Halle: 2,38 m, 7. März 1987, Indianapolis

Die übersprungenen 2,41 m waren (sind) nationaler Rekord der Sowjetunion. Von den Nachfolgestaaten übersprang bislang nur Bohdan Bondarenko für die Ukraine eine höhere Höhe (2,42 m). Auch höher als 2,38 Meter in der Halle sprang kein Sportler der Sowjetunion. Diese Höhe konnten aber bereits zwei Russen (Alexei Dmitrik und Iwan Uchow) überbieten.

### Kirgisistan
- Freiluft: 2,25 m, 10. Juni 1999, Bischkek
- Halle: 2,28 m, 22. Februar 1992, Birmingham

Ab 1992 trat Paklin für Kirgisistan an. Die ab diesem Zeitraum übersprungenen Höhen sind nationale Rekorde (Stand 26. August 2022). 